# M-Bus
M-Bus (také Meter Bus) je průmyslový komunikační protokol určený především pro dálkový odečet hodnot z měřičů spotřeby, kde příliš nezáleží na rychlosti komunikace jako spíše na odolnosti proti rušení.
Komunikace probíhá způsobem Master-Slave, přičemž na jedné sériové sběrnici může být připojeno až 250 stanic. Délka segmentu může být až 1000 m při rychlosti 300 baudů nebo 350 m při maximální rychlosti 9600 baudů.
Fyzická vrstva (viz Referenční model ISO/OSI) této sběrnice je poněkud atypická. Na dvoudrátovém spojení v klidovém stavu vytváří Master napětí 36 V, toto napětí současně odpovídá logické 1 při komunikaci směrem od Mastera ke stanicím. Logické 0 vyslané Masterem odpovídá napětí 24 V. Tím je umožněno napájení stanic po sběrnici. Zatímco Master komunikuje změnou napětí, stanice odpovídají změnou proudu. Účastnická stanice (Slave) musí v klidovém stavu odebírat právě 1,5 mA, tento proud zároveň odpovídá logické 1, při vyslání logické 0 je proud o 11-20 mA vyšší.
Po sběrnici probíhá asynchronní sériová 8bitová komunikace (viz RS232), kdy si jednotlivé strany posílají ucelené rámce. Adresy stanic mohou být jednobajtové (0-250) nebo je možné použít tzv. sekundární adresy (8bajtové) implementované v síťové vrstvě, v takovém případě je primární adresa 253.

## Příklady měřičů
- ULTRAHEAT firmy Landis,
- F4 firmy SVM,
- MULTICAL firmy Kamstrup,
- INFOCAL firmy Danfoss,
- Cyble M-BUS firmy ITRON (dříve Actaris, Schlumberger),
- EESA, SuperCal,
- SonoGyr,
- Calmex,
- Schninzell,
- Glorices,
- Spanner-Polux.